# 静岡市立東中学校
静岡市立東中学校（しずおかしりつ ひがしちゅうがっこう）は、静岡県静岡市葵区にある公立中学校。略称は「東中」(とうちゅう)。

## 特色
学区は静岡県道67号静岡清水線（北街道）沿いを中心に、東西に長い。東端は3km以上先の長尾川にまで達する。住宅地の割合が高いため、一時は生徒数が約1800人にまで達し、静岡県一のマンモス校となったこともあった。1978年に観山中学校が開校し学区が減少したことや出生数の減少に伴い、生徒数は減りつつある。
部活動が運動部を中心に盛んで、県大会での優勝など、多くの優秀な成績を収めている。
また、この学校では「HWS憲章」が生徒会によって制定されており、学生たちの意識の向上につとめている。(以前はHWS運動だったが、2022年度東中生徒会で「憲章」として採択された。)
HWSは
規律・勤勉・自律・友情・鍛錬
の5つの柱で構成されている。
また5つの柱に関して、年に1度ほど生徒達にそれらの「意味を考えさせる」授業があるので、明確に定義された解釈はなく、生徒達一人一人で解釈が違う、というのも特徴である。

## 沿革
- 1953年（昭和28年） - 市立城東中学校と市立千代田中学校が合併し開校。
- 1953年（昭和28年） - 校舎完成（当時の地番：静岡市沓谷一丁目71番地）。当初より鉄筋コンクリート造りであった。校章制定。
- 1954年（昭和29年） - 校歌制定。
- 1956年（昭和31年） - プール竣工。
- 1960年（昭和35年） - 体育館竣工。
- 1962年（昭和37年） - 野球部県大会準優勝
- 1973年（昭和48年） - 完全給食開始。
- 1973年（昭和48年）- 野球部県大会優勝
- 1973年（昭和48年）- 男子バスケットボール部県大会優勝
- 1975年（昭和50年）- 女子バスケットボール部県大会優勝
- 1975年（昭和50年）- 女子ハンドボール部県大会優勝
- 1976年（昭和51年） - 男子バスケットボール部、全国大会優勝。
- 1979年（昭和54年） - 野球部県大会準優勝
- 1980年（昭和55年） - 体育館改築完成。
- 1983年（昭和58年） - 女子バスケットボール部、全国大会３位
- 1985年（昭和60年） - 新校舎竣工。
- 1987年（昭和62年） - プール改築完成。
- 2017年（平成29年） - 全国中学校駅伝　女子の部で３位。
- 2018年（平成30年） - 全国中学校駅伝　女子の部で２位。
- 2022年（令和4年） - HWS憲章制定。
- 2024年（令和6年）-野球部県大会ベスト4

## 所在地
- 静岡県静岡市葵区沓谷一丁目6番1号

## 小学校区
- 小中一貫グループ
  - 静岡市立横内小学校（葵区城東町、東鷹匠町、横内町を除く）
  - 静岡市立千代田小学校（葵区東千代田三丁目6番を除く）
- 小中一貫グループ外
  - 静岡市立竜南小学校（葵区千代田、千代田一～四丁目、上足洗三丁目・四丁目のみ）※グループは安東中学校
  - 静岡市立千代田東小学校（葵区古庄五丁目・六丁目のみ）※グループは観山中学校

## アクセス
- しずてつジャストライン唐瀬線・北街道線・こども病院線・上足洗線・東部団地線・水梨東高線・竜爪山線 銭座町(ぜんざまち)バス停から徒歩約1分

## 周辺
- 静岡市立横内小学校
- 静岡太田町郵便局
- 谷津山